# Gulbudin Hekmatiar
Gulbudin Hekmatiar (en pastún: :ګلبدین حکمتیار‎ - en persa: : گلبدین الدین حکمتیار‎; distrito de Imam Sahib, provincia de Kunduz, 1 de agosto de 1949) es un líder muyahidín y genocida afgano, fundador y jefe de la organización terrorista Hezbi Islami, ideológicamente inspirado por los Hermanos Musulmanes, principalmente en los postulados de Sayyid Qutb. Además de ello fue en dos ocasiones primer ministro de Afganistán durante los años 90. Vinculado desde antes de la guerra con el narcotráfico y con los servicios de inteligencia pakistaníes, se le ha descrito como el más brutal de los muyahidines afganos. 
Participó de la Guerra de Afganistán contra el gobierno local prorruso y luego contra la URSS. Hekmatiar se ganaría el apodo de "El carnicero", siendo considerado responsable de la masacre de alrededor de 50.000 civiles desarmados solo en Kabul. Durante la guerra, Hezbi Islami recibió financiación directa de la CIA, siendo uno de los principales receptores de ayuda estadounidenses. Entre las atrocidades de sus combatientes, se distinguían por desollar vivos a sus prisioneros y arrojar ácido en la cara de aquellas mujeres que no iban con burka. 
Durante el conflicto, fue estrecho aliado de otro importante señor de la guerra, Ahmad Shah Masud. Sin embargo, tras la caída del gobierno afgano en 1992 y el fin de la guerra, ambos muyahidines acabarían ferozmente enfrentados en una nueva guerra civil, en la cual Hekmatiar fue derrotado tras dos años de conflicto, cosa que le obligó a huir del país, sin embargo la paz no llegaría pues Massoud ahora tendría que enfrentarse a una nueva insurgencia liderada por el mullah Omar, y que tomaría el control del gobierno en 1996. Tras la invasión estadounidense a Afganistán en 2001 y la caída del gobierno talibán, Hekmatiar refundaría Hezbi Islami desde su exilio en Pakistán para combatir a la coalición internacional y al nuevo gobierno títere. En septiembre de 2016 hizo las paces con el gobierno afgano abandonando finalmente la lucha armada y pudiendo regresar a Afganistán tras 20 años de exilio. Se le ha intentado procesar en numerosas ocasiones bajo cargos de genocidio, pero sin éxito.

## Biografía

### Primeros años
Gulbudin Hekmatiar nació en 1949 en el distrito de Imam Sahib de la provincia de Kunduz, norte de Afganistán, miembro de la tribu kharoti de los pastunes ghilzai.
Inició sus estudios superiores en la Academia Militar Mahtab Qala en 1968, pero fue expulsado debido a sus opiniones políticas dos años más tarde. En 1970, ingresó en la Facultad de Ingeniería de la Universidad de Kabul, con lo que se ganó su apodo de «Ingeniero Hekmatiar», a pesar de no haber completado sus estudios. En 1972 fue expulsado por haber asesinado a un compañero universitario militante de una organización maoísta, Saidal Sojandan. Encarcelado, fue liberado en 1973 tras el golpe de Estado del general Mohammed Daud Khan.

### Lucha contra elrégimen de Daud

Estandarte de Hezbi Islami, organización política armada fundada por Gulbudin Hekmatiar en 1975.

Daud inició tensiones con Pakistán, al reclamar amplias porciones territoriales (el Pastunistán completo), mientras reprimía a los fundamentalistas locales.
Los servicios de inteligencia de los gobiernos de Estados Unidos, Reino Unido y Pakistán comenzaron el reclutamiento y entrenamiento, en la Provincia de la Frontera del Noroeste, de fundamentalistas opuestos a Daud a comienzos de la década de 1970, entre los cuales estuvo Gulbudin Hekmatiar.
El extremismo religioso en Afganistán estaba dividido, principalmente entre dos facciones: Jamiati Islami, dirigida por Burhanuddin Rabbani, que buscaba tomar el poder mediante la infiltración en la sociedad y el aparato estatal, y Hezbi Islami, dirigida por Hekmatiar, que propugnaba una rápida insurrección violenta. Las autoridades pakistaníes confiaron en Hekmatiar y le apoyaron en una rebelión en octubre de 1975, que fue un rotundo fracaso.
Tanto Jamiati Islami como el Hezbi Islami de Hekmatiar tenían en los campos de refugiados afganos en Pakistán una sólida estructura política, incluyendo el funcionamiento de cárceles así como la aplicación de leyes impuestas por ellos, todo bajo la protección de las autoridades pakistaníes. Esta situación seguiría existiendo hasta el día que los muyahidines (combatientes de la «guerra santa») se hicieron con el control de Afganistán, en 1992.

### Lucha anticomunista
En 1978 tuvo lugar en Afganistán una revolución comunista, por lo que la Agencia Central de Inteligencia (CIA) de Estados Unidos inició la «Operación Ciclón», multiplicando su apoyo a los fundamentalistas, entre ellos Hekmatiar y su banda, que recibieron cientos de millones de dólares.
En 1979, Gulbudin Hekmatiar entró en contacto con Hafizullah Amín, primer ministro de Afganistán, quien dio un golpe de Estado. Ambos llevaron a cabo acciones de desestabilización con el objetivo de abolir la República Democrática y establecer un Estado islámico, del cual Hekmatiar sería jefe de Gobierno y Amín jefe de Estado.
En 1979, el dirigente Mulavi Younas Jalis se separó de Hekmatiar y estableció su propia Hezbi Islami, conocida como Hezbi Islami Jalis, con su base en Nangarhar. Los que se quedaron con Hekmatiar pasaron a ser conocidos como los Hezbi Islami Gulbudin.
En los últimos días de 1979 la URSS envió un contingente limitado de ayuda militar a Afganistán a pedido del Consejo Revolucionario, lo cual fue catalogado por EE. UU. de «invasión», por lo cual este país intensificó aún más su ayuda a los muyahidines en la guerra civil.
Hekmatiar y su banda fueron acusados de numerosas atrocidades durante el conflicto: robar recursos (dinero y medicamentos) destinados a civiles por Médicos Sin Fronteras, asesinato de periodistas y activistas extranjeros solidarios con civiles, docentes y ciudadanos afganos opuestos a los muyahidines.
Como todos los líderes de las facciones muyahidines, Hekmatiar saboteaba a los otros comandantes fundamentalistas.
Hekmatiar también se financió con el tráfico de drogas y con dinero del gobierno de Arabia Saudita.
Durante esta guerra, el gobierno de la República usaba a Gulbudin Hekmatiar como un ícono de barbarie, incluso llegando a influir en la cultura popular: cuando se buscaba asustar a un niño, se decía «¡Cuidado, que viene Gulbudin!» (de manera similar al cuco).
En 1990 se alió con el general Sahnavaz Tanai para dar un golpe de Estado contra el presidente Mohammad Najibulá, plan que fracasó.

### Guerra entre los muyahidines
En abril de 1992, la República fue finalmente derrotada y las facciones muyahidines pasaron a controlar todo el territorio del país, así como a enfrentarse entre sí buscando extender su influencia.
El Hezbi Islami de Hekmatiar entró en sangrientos combates con el Jamiati Islami especialmente en Kabul, lo cual dejó la ciudad arrasada y decenas de miles de muertos y centenares de miles de desplazados. En 1994, Hekmatiar se unió a la milicia del general Dostum para derribar al gobierno de Rabbani y Masud, pero falló en el intento.
Paralelamente, en el sur de Afganistán comenzó a tomar fuerza la facción de los Talibanes, liderada por el mulá Omar, veterano de la guerra anticomunista. Hekmatiar se vio atrapado entre las fuerzas de Rabbani y las de Omar y entonces pactó con Rabbani, quien lo nombró primer ministro. Desde este cargo, Hekmatiar endureció el ya de por sí fanático religioso gobierno de Afganistán, que fue expulsado de la capital por el avance talibán en septiembre de 1996.
Hekmatiar abandonó el país en 1997, trasladándose a Irán, donde residió hasta 2002, cuando fue expulsado por el gobierno iraní por su oposición a la intervención de la OTAN en Afganistán en 2001.

### Guerra contra la OTAN
Gulbudin Hekmatiar y los vestigios de su organización fueron acusados por el gobierno de Estados Unidos de dar apoyo al grupo paramilitar Al-Qaeda, así como a la resistencia talibán, lo cual fue negado por el acusado.
Desde 2008, Hekmatiar es señalado como uno de los líderes insurgentes, al notarse un aumento de la influencia y de ataques de Hezbi Islami.

### Acuerdo de paz y perdón de 2016
El 22 de septiembre de 2016, Hekmatyar fue indultado por el gobierno afgano como parte de un acuerdo de paz entre Hezb-i-Islami y el gobierno. El acuerdo también permitió la liberación de los prisioneros de Hezb Islami y el regreso de Hekmatyar a la vida pública. El acuerdo llevó a un grupo de jóvenes activistas a organizar una protesta contra el indulto a menos de mil seiscientos miembros de la ceremonia de firma. Human Rights Watch calificó el acuerdo como "una afrenta a las víctimas de abusos graves". Hezb Islami acordó cesar las hostilidades, cortar los lazos con los grupos extremistas y respetar la Constitución afgana a cambio del reconocimiento gubernamental del grupo y el apoyo para la eliminación de Naciones Unidas y de las sanciones estadounidenses contra Hekmatyar (quienes lo consideraban terrorista), y también se le prometió un puesto honorario en el gobierno.
El acuerdo se formalizó el 29 de septiembre de 2016 con el presidente afgano Ashraf Ghani y Hekmatyar, quien apareció a través de un enlace de video en el palacio presidencial, firmando el acuerdo. Las sanciones de la ONU contra él se levantaron formalmente el 3 de febrero de 2017. El 4 de mayo de 2017, regresó a Kabul junto con sus combatientes para encontrarse con el presidente Ghani después de pasar dos décadas escondido.
Desde entonces, ha pedido a los talibanes que pongan fin a su insurgencia y dejen las armas. Hekmatyar se postuló para las elecciones presidenciales de 2019 en donde fue derrotado llegando en la tercera posición.